# Sprague (Connecticut)
Pour les articles homonymes, voir Sprague.
Sprague est une ville américaine située dans le comté de New London au Connecticut.
Sprague devient une municipalité en 1861. Elle est nommée en l'honneur de l'industriel William Sprague III (en), qui fonda cette cité industrielle.

## Démographie
| 1870  | 1880  | 1890  | 1900  | 1910  | 1920  |
| ----- | ----- | ----- | ----- | ----- | ----- |
| 3 463 | 3 207 | 1 106 | 1 339 | 2 551 | 2 500 |

| 1930  | 1940  | 1950  | 1960  | 1970  | 1980  |
| ----- | ----- | ----- | ----- | ----- | ----- |
| 2 539 | 2 285 | 2 320 | 2 509 | 2 912 | 2 996 |

| 1990  | 2000  | 2010  | - | - | - |
| ----- | ----- | ----- | - | - | - |
| 3 008 | 2 971 | 2 984 | - | - | - |

Selon le recensement de 2010, Sprague compte 2 984 habitants. La municipalité s'étend sur 13,83 milles carrés (35,82 km2), dont 0,58 milles carrés (1,5 km2) d'étendues d'eau.